# 6002 Eetion
6002 Eetion è un asteroide troiano di Giove del campo troiano. Scoperto nel 1988, presenta un'orbita caratterizzata da un semiasse maggiore pari a 5,2259033 au e da un'eccentricità di 0,0917724, inclinata di 15,55420° rispetto all'eclittica.
Nel 2005 l'asteroide era stato battezzato 6002 Augustesen, ma la denominazione è stata successivamente abrogata e assegnata a 5171 Augustesen. Ha poi ricevuto nel 2021 la denominazione attuale.
L'asteroide è dedicato a Eezione, il padre di Andromaca.